# Neta GT
La Neta GT è una autovettura elettrica prodotta dalla casa automobilistica cinese Neta a partire dal 2023.

## Descrizione

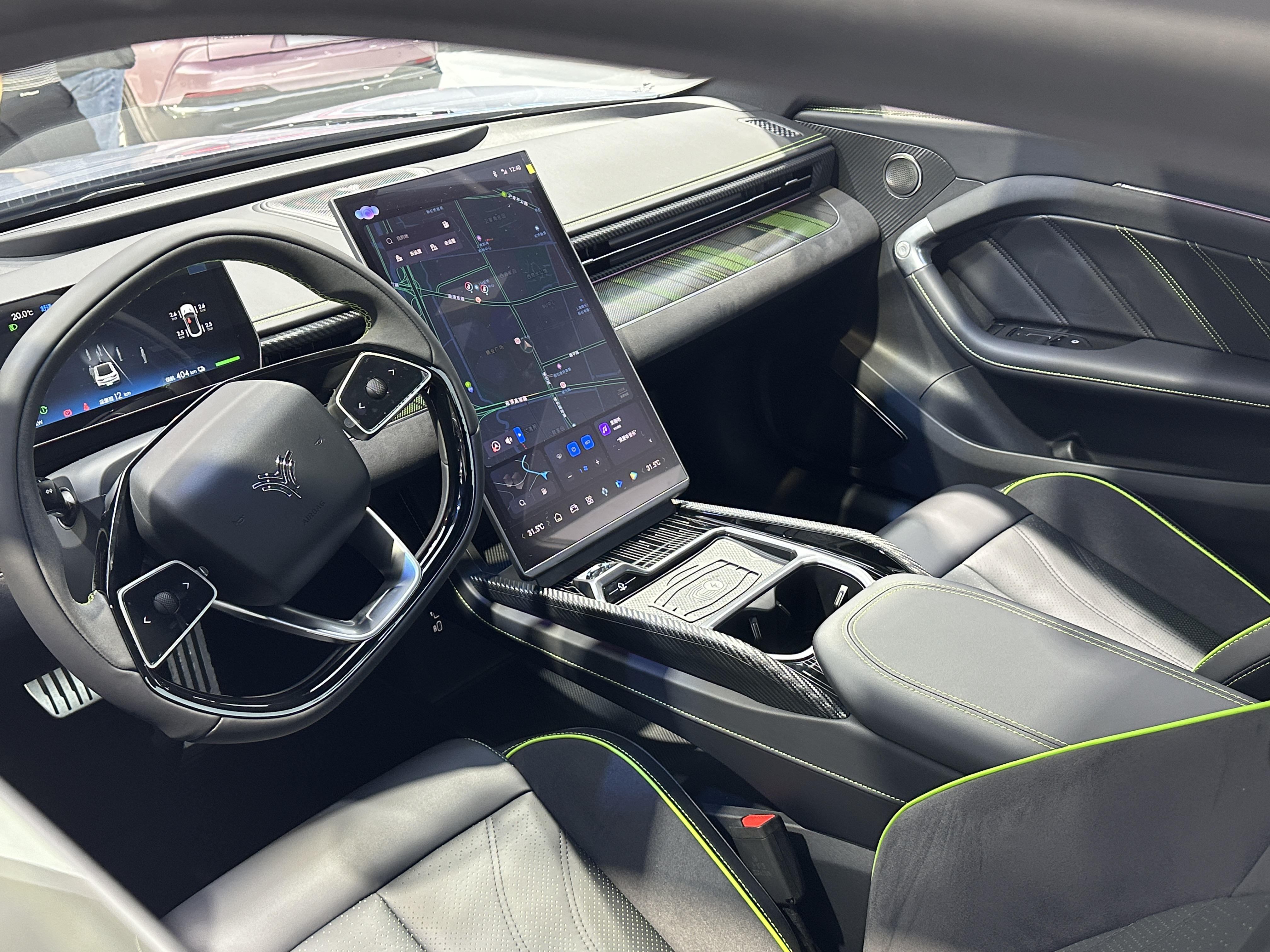
Interni

Nel dicembre 2022 la società cinese Hozon Auto ha presentato un altro modello che ha amplia la gamma del marchio Neta. Al momento della presentazione la vettura si chiamava Neta E. Il veicolo si caratterizza per avere una carrozzeria sportiva a tre volumi coupé a 2 porte, insolita per un'auto elettrica, con una silhouette snella e affusolata. L'esterno è stato inoltre arricchito con finte prese d'aria e un diffusore posteriore. L'auto è basata sulla piattaforma Shenhai condivisa con la Neta S.
Due caratteristiche peculiari della GT sono le maniglie esterne delle porte retrattili che si aprono quando la vettura è ferma e si richiudono quando essa è in movimento migliorando l'aerodinamica e un sistema di telecamere che consente di avere un sistema di guida semi-autonomo. Come sulla Neta S, il radar che fa funzionare tale sistema e monitora l'area circostante il veicolo, è stato nascosto sul bordo superiore del parabrezza. Nell'aprile 2023 sono state rese note le specifiche complete del veicolo e, allo stesso tempo, il nome dell'auto è stato cambiato in Neta GT. L'abitacolo è caratterizzato dal sistema di infotainment con touchscreen verticale da 17,6 pollici.

## Specifiche
La GT è un'auto completamente elettrica e al lancio sono disponibili due varianti. Quella base, con singolo motore posteriore che sviluppa 228 CV, mentre quella bimotore motore a trazione integrale raggiunge i 456 CV. La batteria di base consente di percorrere circa 560 km con una singola carica e quella più potente fino a 580 km.